# 世界若返りツアー
『世界若返りツアー』（せかいわかがえりつあー）とは、福岡放送制作・日本テレビ系列で2012年から2014年まで年1回放送されていた特別番組。

## 番組概要
久本雅美が女性ゲストと海外を舞台に2泊3日で10歳若返りを目指す旅「ワールド・若返り・ツアー」（略称WWT）を行う。旅行中に随時肌年齢チェッカーで肌年齢をチェックし、最後に一番肌年齢が高かった人には罰ゲームが行われる。番組のマスコットはカエルで、主なBGMにはテレビアニメ「ど根性ガエル」のオープニングテーマが使われている。

## 放送日・放送時間
第1回　世界若返りツアーin台湾
2012年1月14日14:30 - 15:55
全国22局ネット。
第2回　世界若返りツアーinバンコク
2013年1月26日14:30 - 15:55
全国22局ネット。
第3回　世界若返りツアーinシンガポール
2014年8月23日13:30 - 14:55
「福岡放送開局45周年記念番組」として放送。第2回まで放送されなかった秋田放送、北日本放送、福井放送（ただし1日遅れの2014年8月24日15:30 - 16:55に放送）、山梨放送、四国放送、高知放送でも放送され全国28局ネット。

## 出演者
- 久本雅美
- 武田広（ナレーション）

第1回
- 鈴木砂羽
- トリンドル玲奈
- 次長課長

第2回
- LiLiCo
- 芹那
- 綾部祐二（ピース）
- 友利新

第3回
- 紫吹淳
- NANA（MAX）
- 佐藤仁美
- 陣内智則
- 石原新菜